# Schefflera cajambrensis
Schefflera cajambrensis är en araliaväxtart som beskrevs av José Cuatrecasas. Schefflera cajambrensis ingår i släktet Schefflera och familjen araliaväxter.
Artens utbredningsområde är Colombia. Inga underarter finns listade.